# Mihnea III di Valacchia
Minhea III Radu (... – 26 marzo 1660), detto Goian bey, fu voivoda (principe) di Valacchia nel biennio 1658-1659.

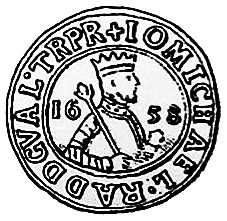
Effigie di Mihail III Radu

Era figlio secondogenito del voivoda Radu IX Mihnea. Fu l'ultimo membro della stirpe dei Drăculeşti a sedere sul trono di Valacchia.
Divenne principe con l'appoggio dell'Impero ottomano il 19 gennaio 1658 ma venne deposto per le sue velleità indipendentiste nel novembre 1659. Morì il 26 marzo 1660.